# Calle de Augusto Figueroa

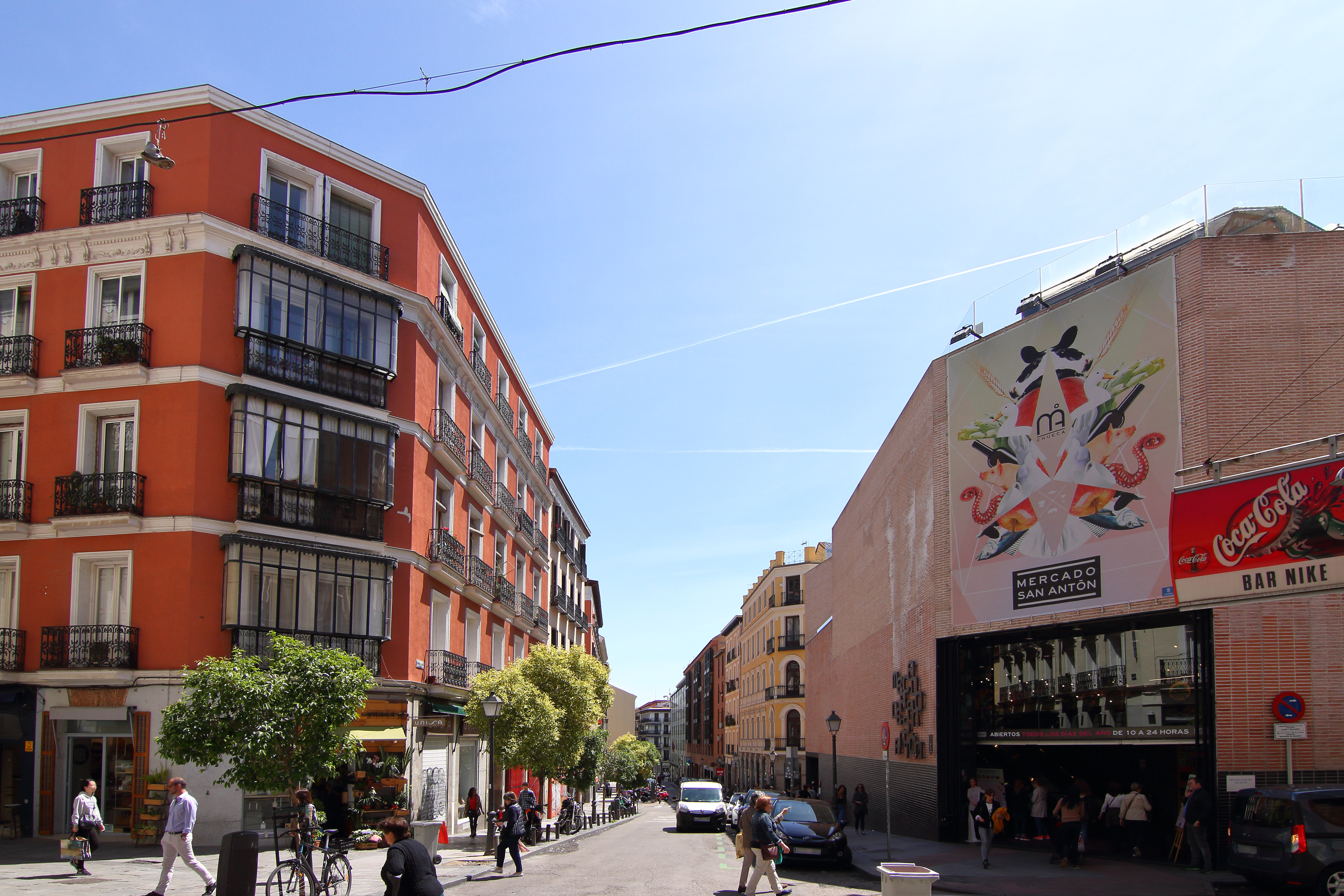
Calle de Augusto Figueroa, desde la calle Barbieri, (a la derecha, el Mercado de San Antón).

La calle de Augusto Figueroa es una vía de Madrid (en el barrio de Justicia del distrito Centro) que desciende en sentido oeste-este desde la calle de Fuencarral a la calle del Barquillo, en el corazón del barrio de Chueca. Tomó su nombre de Augusto Suárez de Figueroa, periodista y político malagueño muerto en duelo de honor en 1904. Hasta ese año llevó el antiguo nombre de Arco de Santa María o calle de Santa María del Arco. En el siglo xxi es una de las calles con más zapaterías en la capital de España.

## Historia
Aparece como Santa María del Arco en el plano de Teixeira de 1656, y desde 1835 se conocía por Arco de Santa María. El 11 de marzo de 1904, el Ayuntamiento de la Villa la rebautizó como calle de Augusto Figueroa, en honor del periodista malagueño muerto en un duelo en Málaga, al inicio de aquel año.
Hablan Mesonero Romanos y Pedro de Répide del origen legendario de la antigua denominación de la calle, provocado al parecer, por un cuadro de Nuestra Señora de la Soledad, situado a modo de retablo en una hornacina en la parte superior del arco que servía de puerta en la caballeriza del marqués de Torrecilla, en el espacio que ocupó «el cuartel del Soldado, en la manzana 317, en el que se alojaban los Guardias Valonas a principio del siglo xxi». La devoción popular llevó al aristócrata a levantar una modesta capilla en ladrillo visto y estilo mudéjar, conocido como Humilladero de Nuestra Señora de la Soledad, que se conserva en la esquina de Fuencarral. Hasta 1849 la calle llegaba hasta la transversal de Válgame Dios, hasta que el Ayuntamiento adquirió parte de la huerta de los duques de Frías llevando la de Santa María del Arco hasta la del Barquillo, donde tuvo continuidad en la calle de Prim.

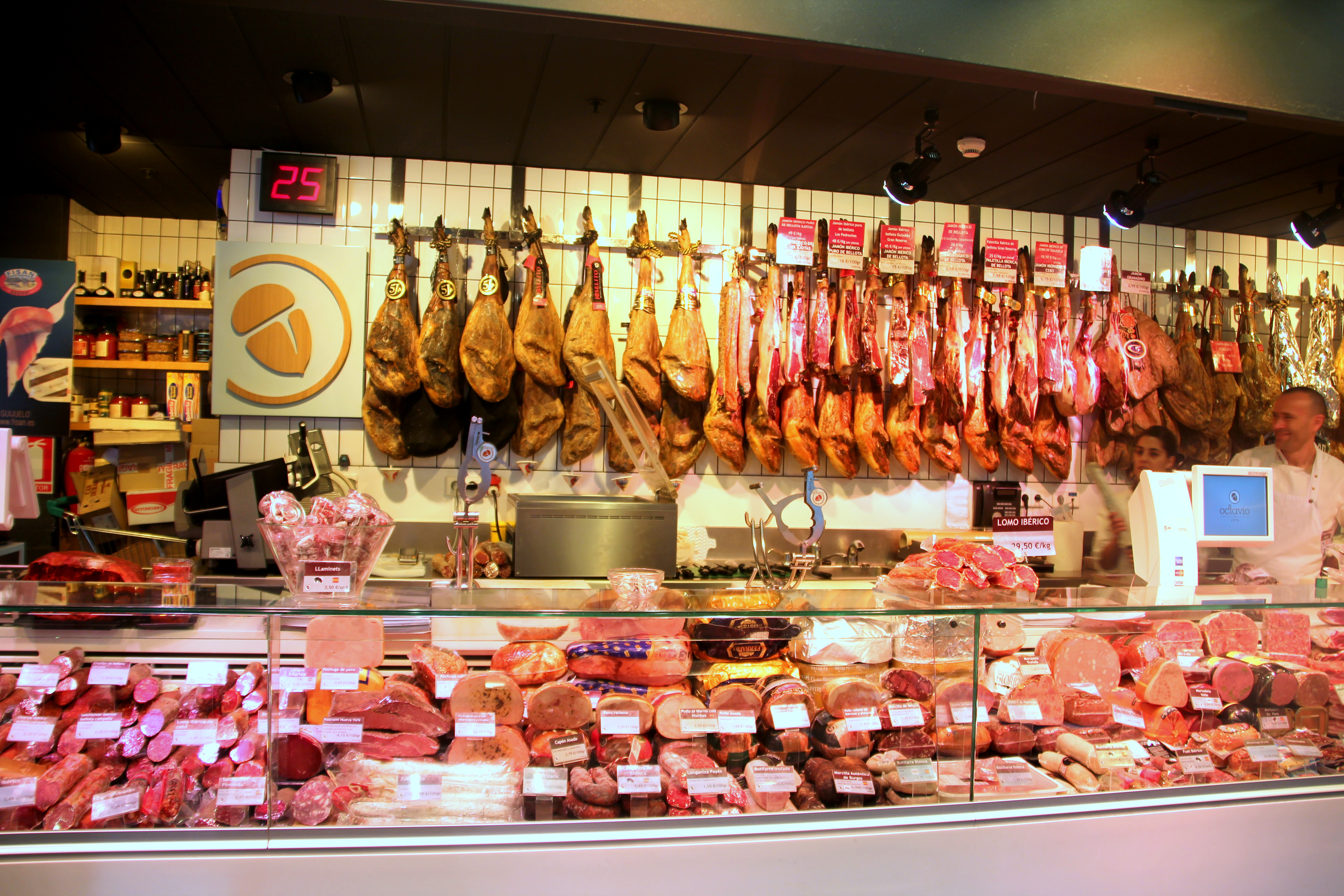
Una imagen eterna en el interior del nuevo Mercado de San Antón.

Cuenta el cronista Répide que en el cruce con la calle de Pelayo (antes de San Antón), estuvieron dos castizos cafés, el de La Paz y el de la Alhambra (por el vecino teatro de la calle de la Libertad), indispensables para el mercado popular al aire libre que generó el viejo mercado de San Antón construido en 1849 y ampliado en 1945, auténtico centro vital de la zona hasta su derribo en 2007 y remodelación en 2011. También cuenta Répide que, llegando a la calle del Barquillo, estuvo la Casa de socorro del distrito de hospicio, y una sucursal del Monte de Piedad.
Queda anotado que desde 1869, tuvo sitio en un inmueble de esta calle la Escuela de Institutrices, a la que desde mediados del siglo xxi y hasta 1882, acompañó la Escuela Normal Central de Maestras de Madrid. Y en el número 4 tuvo sede en la década de 1930 la Federación Española de Trabajadores de la Tierra, sindicato español del ámbito agrario-ganadero, absorbido luego por la UGT.
Materialmente cercado por las zapaterías que en el siglo xxi invadieron esta calle, sobrevive en el número 35, frente al nuevo mercado de San Andrés, la “Tienda de vinos”, popularmente conocida como El Comunista, lugar de reunión en tiempos pasados de los socialistas de la vecina Casa del Pueblo de la calle del Piamonte, una de las casas de comidas con más sabor chispero del viejo barrio de Chueca.

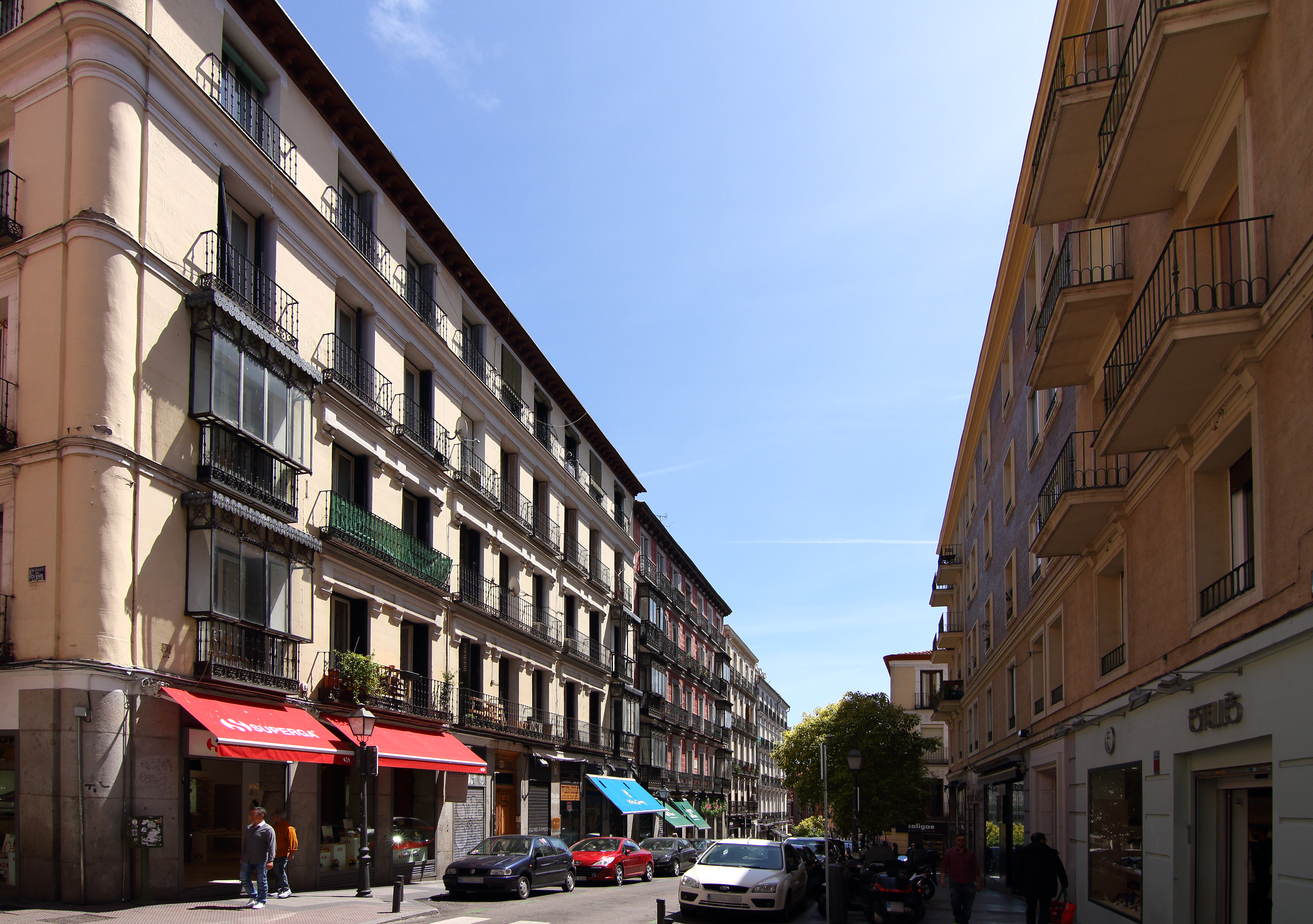
Calle de Augusto Figueroa, desde la calle Pelayo, en 2017.

Entre los míticos comercios desaparecidos podría mencionarse la Buñolería Modernista de Luces de Bohemia, el esperpento valleinclanesco, que según que cronista pudo ser también, o sin embargo, la chocolatería de San Ginés. Y entre los ilustres vecinos se recuerda a Enrique Jardiel Poncela, que tras mudarse a pisos de varias calles del barrio acabó sus días en la vecina calle de las Infantas en 1952. También vivió aquí el crítico y novelista manchego Francisco García Pavón.